# Двенадцать блюд
Двенадцать блюд — набор определённых блюд, приуроченный к праздничного угощения по случаю определённых христианских праздников в Польше и на Украине. Наиболее известными являются двенадцать блюд на сочельник. В христианской традиции блюда символизируют двенадцать апостолов.
Ранее пища была тесно связана с духовной жизнью людей. Практически каждому празднику — и религиозному, и тому, который остался с языческих времен, — отвечал свой набор блюд. На рождественском столе обязательными были двенадцать блюд, включая узвар (компот из сухофруктов) и кутью (каша из злаковых зерен), блины или вареники на масленицу, яйца и куличи на пасху, мёд и яблоки на спас и др. Существовало множество обрядов и поверий, связанных с едой. Например, на крестины варили пшенную кашу в горшке. Затем разыгрывалась сценка продажи горшка, и тот, кто вносил наибольшее количество денег на крестины, вправе разбить горшок. Гости считали за честь отведать обрядовую пищу и взять на память черепок. Это делалось для того, чтобы ребёнок рос здоровым и счастливым.

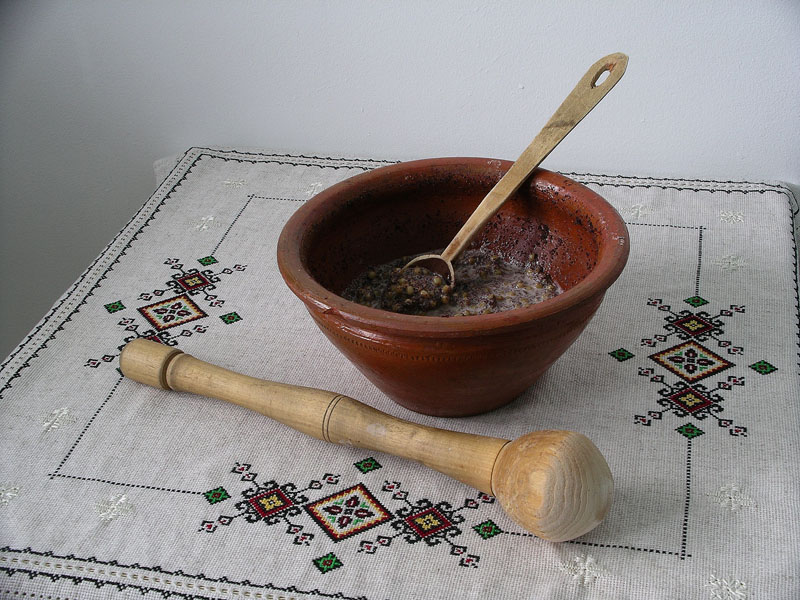
Кутья в ступке и макогон
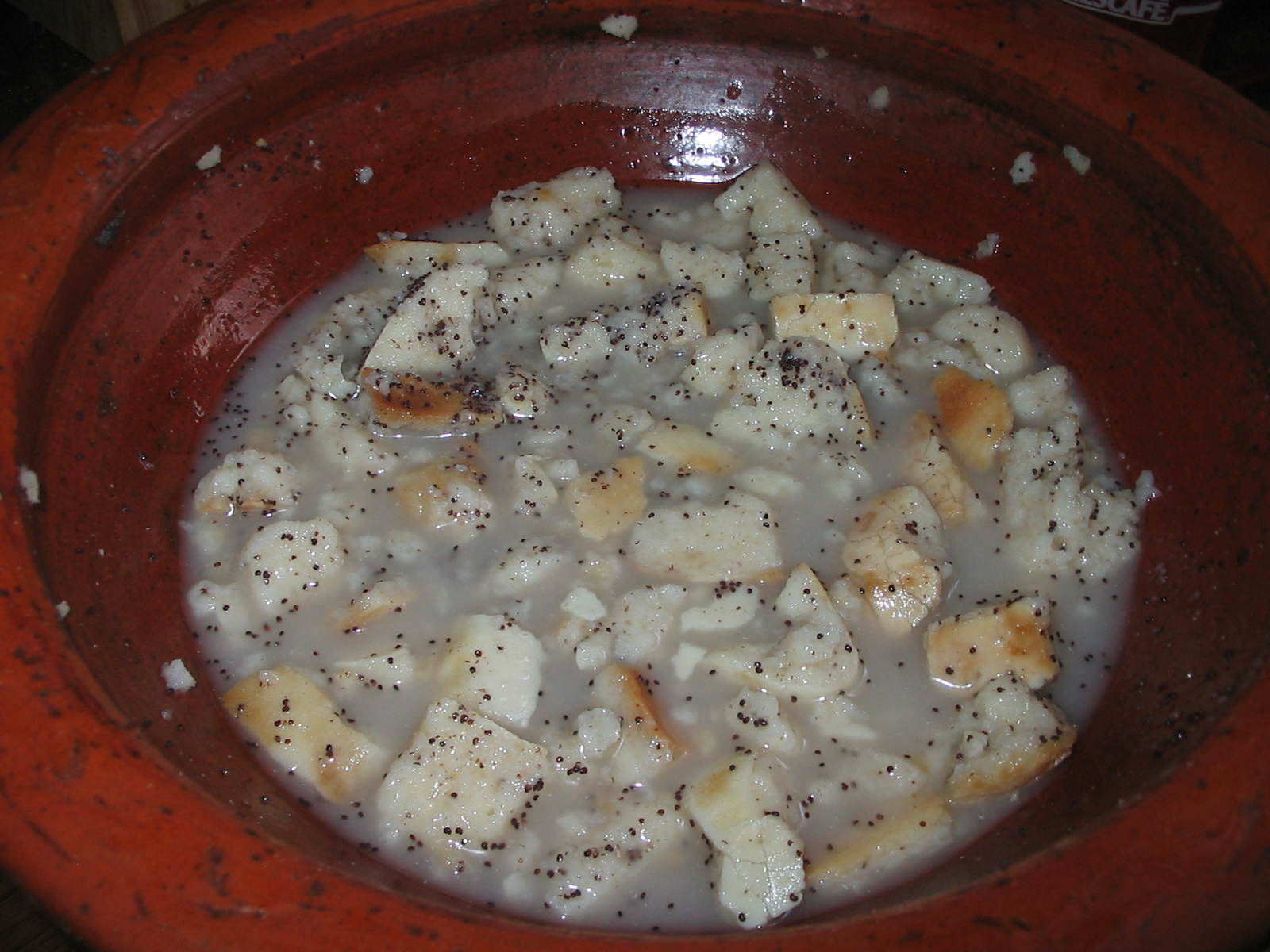
Шулики
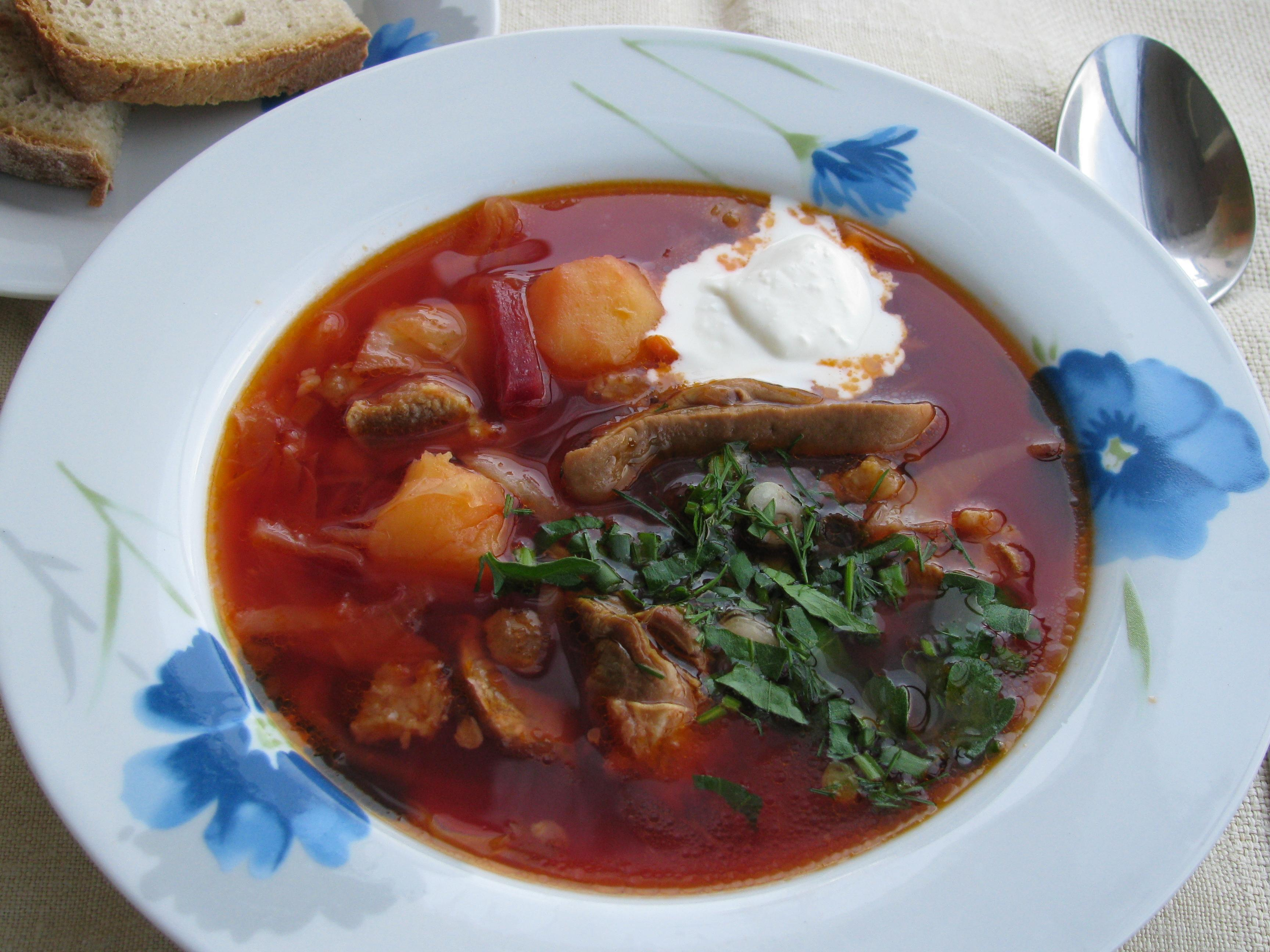
Борщ с грибами

## Рождественские двенадцать блюд
Главными обрядовыми блюдами на сочельник является кутья и компот. Остальные блюда могут достаточно сильно варьировать, в зависимости от региона и состояния семьи. Главным требованием является то, что блюда должны быть постными, поскольку Сочельник приходится на последний день Филипповского поста.
Блюда, готовящиеся в сочельник:
1. Кутья
2. Компот
3. Голубцы
4. Вареники
5. Маринованные грибы
6. Грибная уха
7. Рыба жареная или заливная
8. Борщ с ушками
9. Фасоль
10. Маринованная сельдь
11. Тушеная капуста с грибами
12. Гречневая каша
13. Пшённая каша с грибной приправой на растительном масле
14. Салат из свеклы и чищеной сельди
15. Салат из солёных огурцов, кислой капусты и лука
16. Пышки
17. Калач
18. Фаршированная свёкла
19. Овощи (морковь, свёкла, капуста), яблоки, груши, сливы (иногда солёные)
20. Грибы
21. Шулики с мёдом
22. Сиченики из гороха
23. Рождественские звёздочки
24. Драники (Закарпатье)
25. Чеснок
26. Галамбец (Закарпатье)
27. Краплики к постному борщу (Ивано-Франковская область)

Существует определённая последовательность потребления блюд на Сочельник. Сначала едят кутью и голубцы, вареники, жареную рыбу, капусту и прочее, и запивают компотом. По обычаю дети носят ужин, например, бабушке и дедушке.